# Daniel Birt
Daniel Birt est un réalisateur britannique, né le 23 juin 1907 à Mersham et mort le 15 mai 1955  à Londres.

## Filmographie partielle
- 1948 : Cendrillon du faubourg (No Room at the Inn)
- 1949 : Voyage interrompu (The Interrupted Journey)
- 1950 : She Shall Have Murder
- 1953 : Three Steps in the Dark
- 1953 : Background
- 1954 : Burnt Evidence
- 1954 : Third Party Risk